# Olympische Jugend-Sommerspiele 2018/Teilnehmer (Italien)
| Gelbes Symbol für Goldmedaillen mit stilisierten Olympischen Ringen | Graues Symbol für Silbermedaillen mit stilisierten Olympischen Ringen | Braundes Symbol für Bronzemedaillen mit stilisierten Olympischen Ringen |
| ------------------------------------------------------------------- | --------------------------------------------------------------------- | ----------------------------------------------------------------------- |
| 11                                                                  | 10                                                                    | 13                                                                      |

Italien nahmen an den Olympischen Jugend-Sommerspielen 2018 in Buenos Aires mit 83 Jugendlichen teil. Fahnenträger bei der Eröffnungsfeier war der Fechter Davide Di Veroli.

## Teilnehmer nach Sportarten

### Badminton
Jungen
- Giovanni Toti
Gold  Mixed

### Basketball
Jungen
- Riccardo Chinellato
- Lorenzo Donadio
- Niccolò Filoni
Bronze  Dunk
- Nicolò Ianuale

### Beachhandball
Jungen
- Umberto Bronzo
- Giovanni Cabrini
- Davide Campestrini
- Matteo Capuzzo
- Alex Freund
- Christian Mitterrutzner
- Davide Notarangelo
- Giovanni Pavani
- Max Prantner

### Beachvolleyball
Mädchen
- Gold
- Nicol Bertozzi
- Claudia Scampoli

### Bogenschießen
Jungen
- Federico Fabbrizzi

### Boxen
| Mädchen - Martina La Piana Gold Klasse bis 51 kg | Jungen - Naichel Millas |

### Breakdance
| Mädchen - Alessandra Cortesia (Lexy) Silber Mixed | Jungen - Mattia Schinco (Bad Matty) |

### Fechten
| Mädchen - Martina Favaretto Silber Florett Einzel Gold Mixed | Jungen - Davide Di Veroli Gold Degen Einzel Gold Mixed - Filippo Macchi |

### Gewichtheben
| Mädchen - Giulia Imperio | Jungen - Cristiano Ficco Gold Klasse bis 85 kg |

### Golf
| Mädchen - Alessia Nobilio Silber Einzel | Jungen - Andrea Romano |

### Inline-Speedskating
| Mädchen - Giorgia Valanzano | Jungen - Vincenzo Maiorca |

### Judo
Mädchen
- Veronica Toniolo
Gold  Mixed

### Kanurennsport
Mädchen
- Lucrezia Zironi

### Karate
Jungen
- Rosario Ruggiero
Bronze  Klasse bis 68 kg

### Leichtathletik
| Mädchen - Lorenzo Benati - Carmelo Cannizzaro - Ivan De Angelis - Davide Favro - Davide Finocchietti - Francesco Guerra - Carmelo Alessandro Musci Bronze Kugelstoßen - Enrico Saccomano | Jungen - Simona Bertini - Diletta Fortuna - Dalia Kaddari Silber 200 m - Idea Pieroni - Emma Silvestri |

### Moderner Fünfkampf
| Mädchen - Alice Rinaudo | Jungen - Giorgio Malan |

### Radsport
| Mädchen - Sofia Collinelli - Giada Specia | Jungen - Simone Avondetto - Tommaso Dalla Valle |

### Reiten
- Giacomo Casadei
Gold  Springen Einzel
Silber  Springen Mannschaft

### Rudern
| Mädchen - Khadija Alajdi El Idrissi - Vittoria Tonoli | Jungen - Gold Zweier - Nicolas Castelnovo - Alberto Zamariola |

### Schießen
Mädchen
- Sofia Benetti
- Giulia Campostrini

### Schwimmen
| Mädchen - Anna Pirovano | Jungen - Federico Burdisso Bronze 100 m Schmetterling Bronze 200 m Schmetterling Bronze 4 × 100 m Freistil - Johannes Calloni Bronze 4 × 100 m Freistil - Thomas Ceccon Gold 50 m Freistil Silber 50 m Rücken Bronze 100 m Rücken Silber 200 m Lagen Bronze 4 × 100 m Freistil - Marco De Tullio Silber 400 m Freistil Bronze 800 m Freistil Bronze 4 × 100 m Freistil |

### Segeln
| Mädchen - Giulia Fava - Giorgia Speciale Gold Techno 293+ - Sofia Tomasoni Gold IKA Twin Tip Racing | Jungen - Nicolò Renna Silber Techno 293+ - Andrea Spagnolli |

### Sportklettern
| Mädchen - Laura Rogota | Jungen - Filip Schenk |

### Taekwondo
| Mädchen - Assunta Cennamo Bronze Klasse bis 63 kg | Jungen - Gabriele Caulo Bronze Klasse bis 63 kg |

### Tennis
| Mädchen - Elisabeta Cocciaretto | Jungen - Lorenzo Musetti |

### Tischtennis
| Mädchen - Jamila Laurenti | Jungen - Matteo Mutti |

### Triathlon
| Mädchen - Chiara Lobba | Jungen - Alessio Crociani Bronze Einzel Gold Mixed |

### Turnen
| Mädchen - Giorgia Villa Gold Einzelmehrkampf Gold Sprung Silber Stufenbarren Gold Boden - Talisa Torretti Gold Mixed Bronze Rhythmische Sportgymnastik | Jungen - Lay Giannini |

### Wasserspringen
| Mädchen - Chiara Pellacani | Jungen - Antonio Volpe |